# João Cid
João Cid Telles de Sousa (Santiago do Cacém, 29 de Dezembro de 1920 — Porto, 06 de Dezembro de 2010), conhecido como João Cid, foi um poeta, escritor, e pintor português. Filho do também escritor João de Sousa e de Heloísa Cid Telles, que era prima-direita da poetisa Heloísa Cid, e irmã do também poeta Manuel Cid Telles. Finalmente, João Cid era neto do também poeta Manuel Madeira Telles.   
Enquanto escritor, João Cid publicou “A pele do Tambor” e, posteriormente, o “Dicionário de Poucas Palavras”.
Enquanto pintor, trabalhou inicialmente no atelier do Mestre Mendes da Silva, o que o influenciou. Expôs várias vezes por todo o país, estando activo desde os anos 50 do século XX. Escreve Mário Pacheco no Jornal de Notícias em Janeiro de 1952, sobre a exposição "Pinturas de João Cid" no Salão Silva Porto: "A exposição que abriu ao público no Salão SIlva Porto e a que o artista expositor deu o nome de "Pinturas" é, por entre as vulgaridades que tantas vezes surgem, uma manifestação de arte". Escreve ainda sobre ele o também pintor portuense Jaime Ferreira "fala uma linguagem poética mais de criação que inspiração em coisas, pessoas e paisagens reais". Possuía o seu atelier próprio numa sala do clube portuense Fenianos. 
João Cid possui obras em três continentes, em colecções privadas, e também no Museu Soares dos Reis. Aparece no “Dicionário de Personalidades Portuenses do Século XX”. Faleceu no Hospital da Trindade, no Porto, em Dezembro de 2010.